# Paul Williams (muzyk)
Paul Williams (ur. 19 września 1940 w Omaha w Nebrasce) – amerykański aktor, kompozytor, muzyk, autor tekstów piosenek oraz pisarz.